# ERA Real Estate
ERA Real Estate är en mäklarkoncern som finns i 51 länder med över 3 000 kontor. Sammanlagt har ERA ca 38 700 mäklare världen över.

## ERA Sverige
ERA etablerade sitt första kontor i Sverige år 2000. 